# 클로디아 델

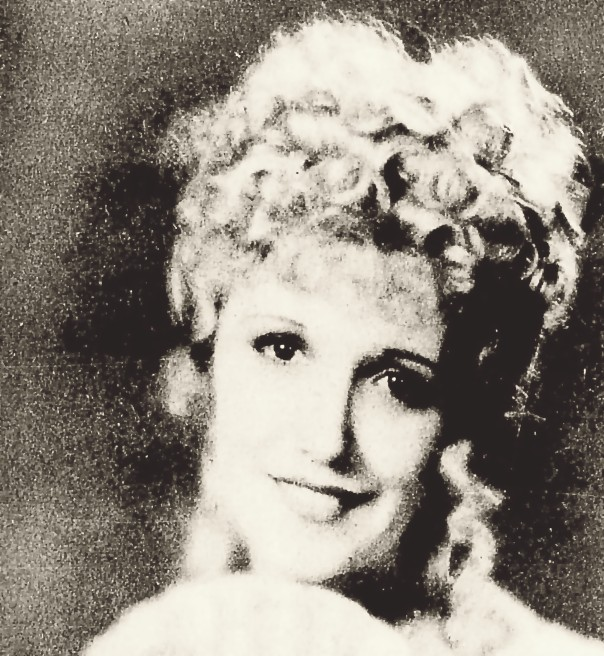

클로디아 델(Claudia Dell, 1910년 1월 10일 ~ 1977년 9월 5일)은 미국의 배우, 댄서, 연극 배우, 영화배우이다.
샌안토니오에서 태어났으며 로스앤젤레스에서 사망하였다.

## 영화
- 클레오파트라 (1934년)
- 50 밀리언 프렌치맨 (1931년)
- 스윗 키티 벨라스 (1930년)
- 빅 보이 (1930년)